# Pipturus
Pipturus là một chi thực vật có hoa thuộc họ tầm ma, Urticaceae.

## Các loài tiêu biểu
- Pipturus albidus (Hook. & Arn.) A.Gray ex H.Mann – Māmaki (Hawaii)
- Pipturus arborescens (Link) C.B.Rob., 1911
- Pipturus argenteus (G.Forst.) Wedd., 1869 – Queensland Grass-cloth Plant
- Pipturus brighamii Skottsb.
- Pipturus forbesii Krajina
- Pipturus gaudichaudianus Wedd.
- Pipturus hawaiensis H.Lév.
- Pipturus kauaiensis A. Heller
- Pipturus oahuensis Skottsb.
- Pipturus pachyphyllus Skottsb.
- Pipturus pterocarpus Skottsb.
- Pipturus rockii Skottsb.
- Pipturus ruber A. Heller
- Pipturus skottsbergii Krajina
- Pipturus velutinus (Decne.) Wedd.
- Pipturus schaeferi J.Florence (Polynésie thuộc Pháp)[1]

## Hình ảnh

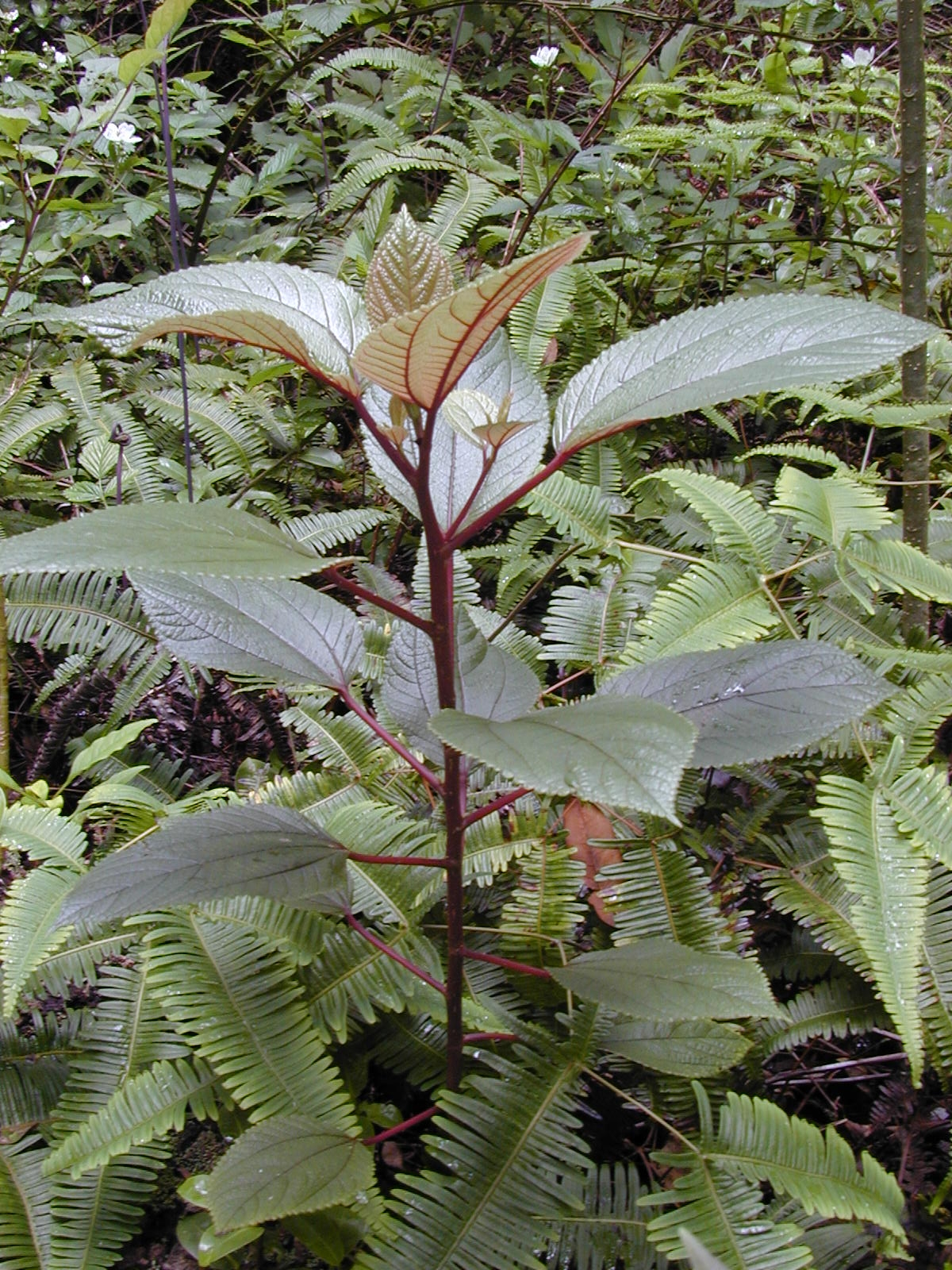
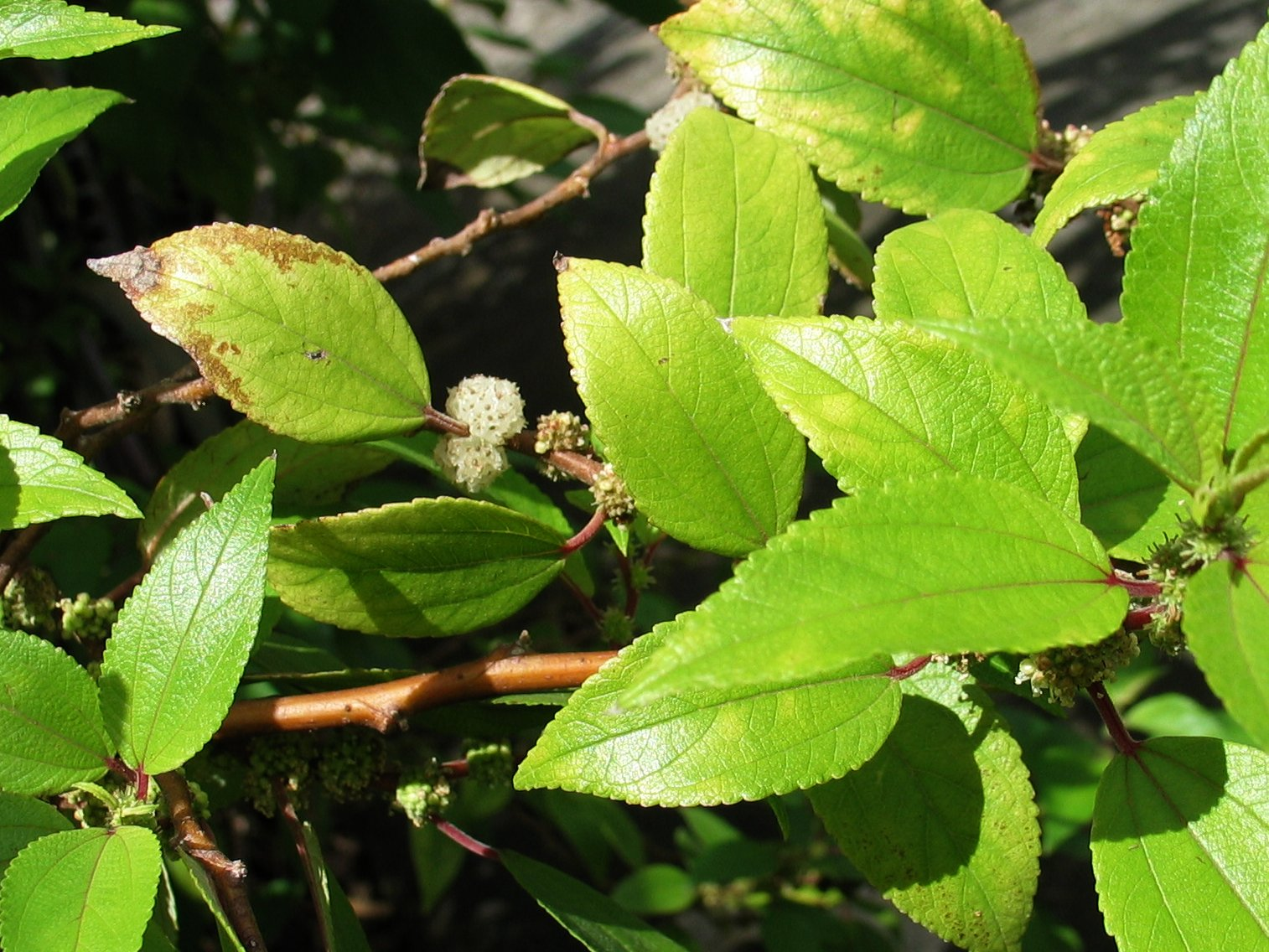